# Штанько Руслан Валентинович
Руслан Валентинович Штанько (1993—2023) — молодший сержант збройних сил України, учасник російсько-української війни.

## Життєпис
Народився 31 березня 1991 року в селі Червона Слобода Сумської області. Після закінчення школи навчався в Путивльському педагогічному коледжі, отримав диплом вчителя фізкультури. 
В 2012—2013 роках проходив строкову службу в рядах МВС в Донецьку. 
Після чого працював у Києві, де й зустрів повномасштабне вторгнення. 
Навесні 2022 року призваний на військову службу, був бойовим медиком у 46-й окремій аеромобільній бригаді. 
Загинув 10 вересня 2023 року.

## Нагороди
- Орден «За мужність» III ступеня[1].